# Antonio de Raco
Antonio de Raco (* 21. August 1915; † 9. Januar 2010 in Buenos Aires) war ein argentinischer Pianist und Musikpädagoge italienischer Herkunft. 
De Raco studierte Klavier bei Vincenzo Scaramuzza und Komposition am Conservatorio Nacional Carlos López Buchardo. Er debütierte 1932 als Pianist und gab Konzerte in den USA, Kanada, Italien, Spanien, Frankreich, Holland, Deutschland, der Schweiz und Russland. Zum 200. Geburtstag von Mozart führte er in einem Zyklus 1956 dessen sämtliche Klavierkonzerte auf. Er war Professor am Conservatorio Nacional und dem Conservatorio Municipal von Buenos Aires, Mitbegründer des Conservatorio Provincial Juan José Castro und Professor an den Universitäten von Cuyo, Tucumán, Rosario und La Plata. Er gab Meisterklassen in Argentinien und im Ausland und wirkte als Juror an verschiedenen Klavierwettbewerben mit. 2002 wurde er mit dem Premio a la Trayectoria Otorgado des Fondo Nacional de las Artes ausgezeichnet, weiterhin erhielt er u. a. die Goldmedaille des Mozarteum Argentino (2005), einen Ehrendoktortitel der Universidad Nacional de Rosario (2008) und die Medalla Antonio Pujía des Teatro Colón (2008).